# Camilo Bargiela
Camilo Bargiela Pando (Tuy, 25 de diciembre de 1864-Casablanca, 2 de julio de 1910) fue un periodista, escritor y diplomático español.

## Trayectoria
Estudió Derecho en la Universidad de Santiago de Compostela. Fue el modelo de Alejandro Pérez Lugín para el personaje de Casimiro Barcala en la novela La casa de la Troya. Comenzó colaborando en las publicaciones de Tuy La Novedad (1890), Tuy Humorístico (1898) y La Opinión, en la que empezó a publicar por entregas la novela Los pavos reales, que escribió en Casablanca y que no llegó a terminar. Hizo la carrera diplomática, y fue cónsul de España en Manila, Hong Kong y Casablanca.
Perteneció a la generación del 98 y frecuentó las principales tertulias literarias de Madrid. Junto con Pío Baroja, Ricardo Baroja, Ignacio Alberti, José Fluixá, Jesús Fluixá, Antonio Gil y José Martínez Ruiz, firmó el manifiesto del homenaje a Mariano José de Larra el 13 de febrero de 1901. Colaboró en la revista Café con Gotas en la que aparecieron sus artículos «¡Oh el amor!», «¿Tengo razón?» e «Improvisación». Publicó trabajos sobre Ibsen, Hauptmann, D'Annunzio y Sudermann, traducciones de Tolstói, Maeterlinck, Gorki y Sienkiewicz y varios artículos filosóficos y poéticos en periódicos y revistas de Madrid como Revista Nueva, La Vida Literaria y Arte Joven. También escribió para el periódico barcelonés Las Noticias.

## Obras
- Luciérnagas (Madrid, 1900), libro dividido en dos partes, la primera contiene relatos de temática y estilo modernista y la segunda incluye un ensayo sobre la literatura de su tiempo y la herencia de la generación precedente, titulado "Modernistas y anticuados".
- La boquilla de Ambar, cuento dramático en un acto.
- El juglar, comedia de Teodoro de Baurille, que tradujo y adaptó al teatro español, con la colaboración de Ramón de Godoy.